# Tu es à moi
Pour plus de détails, voir Fiche technique et Distribution.
Tu es à moi (Because You're Mine) est un film américain en noir et blanc réalisé par Alexander Hall, sorti en 1952.

## Synopsis
Le chanteur d'opéra Renaldo Rossano est enrôlé dans l'armée. À la tristesse du sergent Batterson, il est traité comme une célébrité, même en uniforme. Pire : Renaldo commence à sortir avec sa sœur, Bridget Batterson, une nouvelle venue de Broadway...

## Fiche technique
- Titre français : Tu es à moi
- Titre original : Because You're Mine
- Réalisation : Alexander Hall
- Scénario : Ruth Brooks Flippen, Sy Gomberg, Karl Tunberg et Leonard Spigelgass
- Direction artistique : William Ferrari et Cedric Gibbons
- Photographie : Joseph Ruttenberg
- Montage : Albert Akst
- Société de production : Metro-Goldwyn-Mayer
- Pays d'origine : États-Unis
- Format : Couleurs - 1,37:1 - Mono
- Genre : comédie musicale
- Durée : 92 min
- Dates de sortie : 1952
  - États-Unis : 5 mars 1951
  - France : 27 octobre 1954

## Distribution
- Mario Lanza : Renaldo Rossano
- Doretta Morrow : Bridget Batterson
- James Whitmore : Sergent Batterson
- Dean Miller : Ben Jones
- Rita Corday : Francesca Landers
- Jeff Donnell : Patty Ware
- Spring Byington : Mme Edna Montville
- Don Porter : Burton Nordell Loring
- Eduard Franz : Albert Parkson Foster
- Bobby Van : Artie Pilcer
- Celia Lovsky : Mme Rossano
- Alexander Steinert : Maestro Paradoni
- Murray Alper (non crédité) : Sergent de l'approvisionnement

## Source
- Deux GI en vadrouille sur EncycloCiné